# CIE de Sangonera la Verde
El CIE de Sangonera la Verde és un centre d'internament d'estrangers de Múrcia. Es va obrir amb 148 places, 84 per homes, 54 per dones i 10 per famílies.
Hi ha hagut moltes persones que s'han escapat del centre la dècada del 2010. Segons l'associació murciana Convivir Sin Racismo és el centre d'internament d'estrangers amb més fugues. El 2011 es van fugar 11 persones forçant les reixes. El 23 de juny del 2012 es van escapar 25 de les persones recloses. El 18 d'agost del 2013 es van escapar 10 persones internes saltant la valla. L'estiu del 2015 vuit algerians van fer un forat al tancat metàl·lic i van escapar-se. El 5 d'octubre del 2016 es van fugar 67 de les persones recloses. Cinc agents van resultar ferits. El 31 d'octubre del mateix any cinc més. El 14 de novembre de 2016 se'n van escapar 12 més. Tres agents van resultar ferits i sindicats policials van reclamar millores en la seguretat dels centres. El 2017 hi havia tants interns que n'enviaven a Catalunya. La nit del 3 de novembre de 2017 hi hagué un motí que suposà l'escapatòria de trenta persones i dos policies nacionals ferits.